# Индийский орден Заслуг
Не следует путать с Бхарат ратна.

У этого термина существуют и другие значения, см. Орден Заслуг.

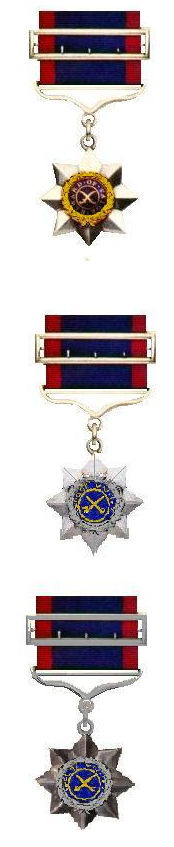
Индийский орден «За заслуги»

Индийский орден «За заслуги» — военный орден Британской Индии, учрежденный в 1837 году Английской Ост-Индской компанией, затем присоединенный к британской короне в 1858 году. От него отказались в 1947 году, с обретением Индией независимости и созданием отдельной почётной системы.В нем были гражданская и военная составляющие, и получатели могли использовать постименные буквы «МОМ». Долгое время Индийский орден «За заслуги» был высшей наградой, которую мог получить военнослужащий индийской армии. Ситуация изменилась в 1911 году, когда военнослужащие получили право на получение Креста Виктории, высшей награды за храбрость в Британской империи.Гражданский компонент был добавлен между 1902 и 1939 годами, но присуждался очень редко. Эта награда больше не присуждалась с момента обретения Индией независимости в 1947 году.

## Описание
Лента была темно-синей, окаймленной красной полосой с каждой стороны.
Значок различался в зависимости от класса.
1-й  класс
```
Золотая восьмиконечная звезда с синим кругом в центре. На круге золотой лавровый венок и скрещенные мечи и девиз «награжден за доблесть» (1837-1944), затем «награжден за храбрость» (1944-1947).
```

2-й  класс
```
Восьмиконечная звезда из серебра с синим кругом в центре. На круге золотой лавровый венок и скрещенные мечи и девиз «награжден за доблесть» (1837-1944), затем «награжден за храбрость» (1944-1947).

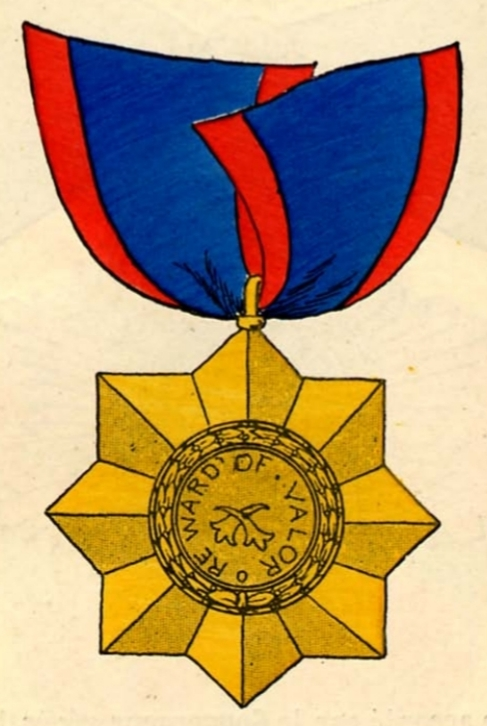
Индийский орден «За заслуги». Рис. Жюль Мартен де Монтальбо, Раймон Ришбе.

```

3-й  класс
```
Восьмиконечная звезда из серебра с синим кругом в центре. На круге серебряный лавровый венок и скрещенные мечи и девиз «награжден за доблесть» (1837-1944), затем «награжден за храбрость» (1944-1947).
```

После проведенной в 1939 году реформы, согласно которой Индийский орден «За заслуги» был сокращен до ордена с одной степенью и двумя делениями, орден получил награду, которая носилась на ленте с помощью украшенной серебряной пряжки. Новые награды были введены только в 1944 году. Посвящение на кольце вокруг медальона Военной дивизии стало «НАГРАДА ЗА ХРАБОСТЬ» вместо прежнего «НАГРАДА ЗА ДОБЛЕСТЬ». Маленькая золотая императорская корона на лавровом венке была новой. Награда Гражданской дивизии теперь превратилась в очень маленькую звезду. Характерная скобка на ленте в версии 1944 года отсутствовала. Украшение представляло собой восьмиконечную звезду с в центре синим эмалированным круглым медальоном, окруженным лавровым венком с двумя золотыми скрещенными мечами восточного типа. Поскольку это рыцарство, лента прикреплена с помощью дополнительной пряжки, характерной для британских рыцарских орденов до наполеоновских войн и сохранявшейся в этом ордене до 1947 года. В истории ордена был случай, когда солдат дважды получал Индийский орден «За заслуги» I степени. Это было в 1888 году, когда Субудар Кишанбир Нагаркоти из Пятого стрелкового полка гуркхов был награжден за храбрость во Второй Афганской войне. Уставом Индийского ордена «За заслуги» застежка не предусматривалась, но для него была заказана золотая застежка с датой «18 июня 1888 г.». В 1944 году застежки были упомянуты в новом статуте Индийского ордена «За заслуги», но их не вручили. Эта награда была единственной наградой за храбрость, которой могли быть награждены отечественные солдаты с 1837 по 1907 год. В 1907 году была учреждена «Индийская медаль за важные заслуги» (англ. Indian Distinguished Service Medal), а после 1911 года Крестом Виктории также награждались индийские подданные «короля-императора».

## Внешние ссылки
- Изображение и информация
- Индийский орден «За заслуги»